# Lista över countyn i Nevada
Detta är en lista över de 17 countyn som finns i delstaten Nevada i USA. 
Carson City är huvudstad i delstaten Nevada i USA. Carson City ingår inte i något county, utan är ett självständigt administrativt område.

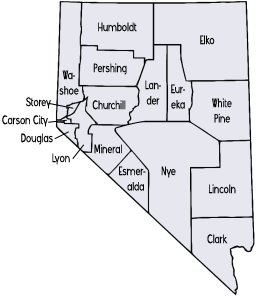
Nevadas countyn.

| County            | Huvudort (county seat) | Grundat |
| ----------------- | ---------------------- | ------- |
| Churchill County  | Fallon                 | 1861    |
| Clark County      | Las Vegas              | 1908    |
| Douglas County    | Minden                 | 1861    |
| Elko County       | Elko                   | 1869    |
| Esmeralda County  | Goldfield              | 1861    |
| Eureka County     | Eureka                 | 1873    |
| Humboldt County   | Winnemucca             | 1861    |
| Lander County     | Battle Mountain        | 1861    |
| Lincoln County    | Pioche                 | 1866    |
| Lyon County       | Yerington              | 1861    |
| Mineral County    | Hawthorne              | 1911    |
| Nye County        | Tonopah                | 1864    |
| Pershing County   | Lovelock               | 1919    |
| Storey County     | Virginia City          | 1861    |
| Washoe County     | Reno                   | 1861    |
| White Pine County | Ely                    | 1869    |